# フランス・モーターズ
株式会社フランス・モーターズ（英語名：France Motors Co., Ltd.）は、フランスの自動車メーカー・ルノー社製乗用車のかつての輸入元で、1994年から2001年まで、輸入車業界最大手のヤナセの子会社として存在した。

## 概要
発端は1991年、ヤナセが当時取り扱っていたドイツ・フォルクスワーゲン（VW）車の輸入の中止を発表した事であった。VW車の輸入・販売は翌1992年からフォルクスワーゲン・アウディ日本（VAN。現・フォルクスワーゲングループジャパン）に一元化されたが、当初VANの販売店網は貧弱だった。一方、当時ルノーの輸入元で、関東地区を中心に販売店網を展開していたジヤクス（JAX）は、業績が伸び悩み、ルノーとの関係が悪化し始めていた。JAXはついにVANに合流する決断を下し、VANに吸収合併され、関東地区の販売店網が強化された。このため、ルノーの代理権は1992年7月以降、宙に浮いてしまった。
当時ルノーと提携していたスウェーデン、ボルボ・カーズ社の日本法人、ボルボ・カーズ・ジャパンの動きが取りざたされた一方、ヤナセもルノーの代理権獲得に動いていた（但し、ヤナセ自身のものでなく、独自の販売網で販売する事が条件だった）。ルノーはヤナセと手を組むことを決め、ヤナセは100%資本の子会社として「フランス・モーターズ」を設立した。なお、この決定には、長年手を組んできたVWとの決別を機に、新たな戦略を模索していたヤナセの梁瀬次郎会長の強いバックアップがあったといわれている。
『ヤナセのバックアップでフランスのクルマに乗れる』と、関係メディアの注目と期待を集めたフランス・モーターズだったが、販売面では苦戦を続けた。基幹車種ルノー・ルーテシアは当初、左ハンドル仕様しか輸入出来ず、1995年に導入したトゥインゴも注目を集めたものの、やはり左ハンドルしか導入できず、さらに利益率の低い小型車種のために経営面で苦しい状況となっていた。より上級のメガーヌやラグナでも輸入車種の入れ替わりが激しかったために消費者から敬遠されていて、経営面では赤字続きだった。
そして、日産自動車と資本提携したルノーは1999年、フランス・モーターズをルノーの日本法人にすることを考えていた。そして2001年に、ルノー本社のアジア太平洋地域統括本部直轄の日本法人であるルノー・ジャポンがフランス・モーターズの事業と販売網を継承するかたちで設立され、フランス・モーターズは日本でのルノーの拠点確保という任務を果たし終えた。なお、ルノー・ジャポンの社員の多くは日産自動車からの出向社員であったが、若干のフランス・モーターズの社員もルノー・ジャポンへと移籍した。

## ディーラー網
首都圏以外では旧JAXの販売網を引き継いだところが多かった。都内では前記の通り、フランス・モーターズが独自に販売網を設定し、神奈川県では日産自動車系の日産プリンス神奈川販売傘下の「オートフランセ神奈川」（現・ルノー神奈川）が神奈川県下にディーラー網を展開したが、千葉県・埼玉県ではディーラー網の整備が遅れたため、設立からしばらくの間はディーラー空白地帯になっていた。